# Mabel Ballin
Pour les articles homonymes, voir Ballin.
Mabel Ballin, née Mabel Croft le 1er janvier 1897 à Philadelphie aux États-Unis, morte le 24 juillet 1958 à Santa Monica aux États-Unis, est une actrice américaine du cinéma muet.

## Biographie
Mabel Ballin, âgée de deux ans, perd sa mère. Elle est alors élevée par ses grands-parents. Elle entre en apprentissage de couturière puis étudie, la peinture. Ses paysages sont remarqués lors d'une exposition ce qui la conduit à sa première apparition dans un film. Elle joue dans 28 films entre 1917 et 1925. Elle devient populaire durant la Première Guerre mondiale mais sa carrière ralentit à la fin de la guerre : elle prend sa retraite en 1925. Elle est surtout connue pour son rôle dans Tom le vengeur (Riders of the Purple Sage) (1925) de Lynn Reynolds. Ses autres rôles notables sont ceux dans La Glorieuse Aventure (1918), Jane Eyre (1921) et Vanity Fair (en) (1923), dans lequel elle a le rôle de Becky Sharp.
Elle épouse l'artiste et réalisateur Hugo Ballin, en 1917. Elle meurt en 1958 à Santa Monica, en Californie et est enterrée avec son mari au Woodlawn Memorial Cemetery.

## Filmographie
La filmographie de Maria Alba, comprend les films suivants :
- 1917 : For Valour
- 1917 : The Spreading Dawn (en)
- 1917 : Bobby's Bravery (Court-métrage)
- 1917 : Bobby, Boy Scout (Court-métrage)
- 1917 : Bobby, Movie Director (Court-métrage)
- 1917 : When Bobby Broke His Arm (Court-métrage)
- 1918 : L'Honneur de Bill (Laughing Bill Hyde) de Hobart Henley
- 1918 : Les Jeux du sort (The Turn of the Wheel) de Reginald Barker
- 1918 : La Glorieuse Aventure
- 1918 : The Service Star (en)
- 1918 : The Danger Game de Harry A. Pollard
- 1919 : The Illustrious Prince (en)
- 1919 : Lord and Lady Algy (en)
- 1919 : La Bruyère blanche (The White Heather) de Maurice Tourneur
- 1919 : The Quickening Flame
- 1920 : Pagan Love
- 1920 : Under Crimson Skies
- 1921 : Jane Eyre
- 1921 : The Journey's End
- 1921 : East Lynne
- 1922 : Married People
- 1922 : Other Women's Clothes
- 1923 : Vanity Fair (en)
- 1925 : The Shining Adventure
- 1925 : Dans la fournaise (Code of the West) de William K. Howard
- 1925 : Le Secret de l'abîme (The Rainbow Trail) de Lynn Reynolds
- 1925 : Beauty and the Bad Man
- 1925 : Tom le vengeur (Riders of the Purple Sage) de Lynn Reynolds
- 1925 : Barriers Burned Away

## Galerie

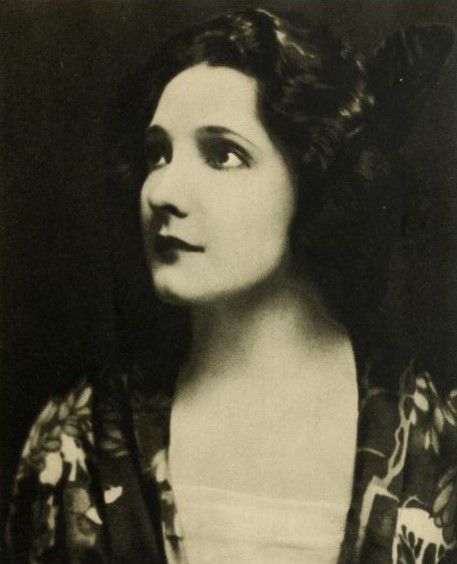
1924
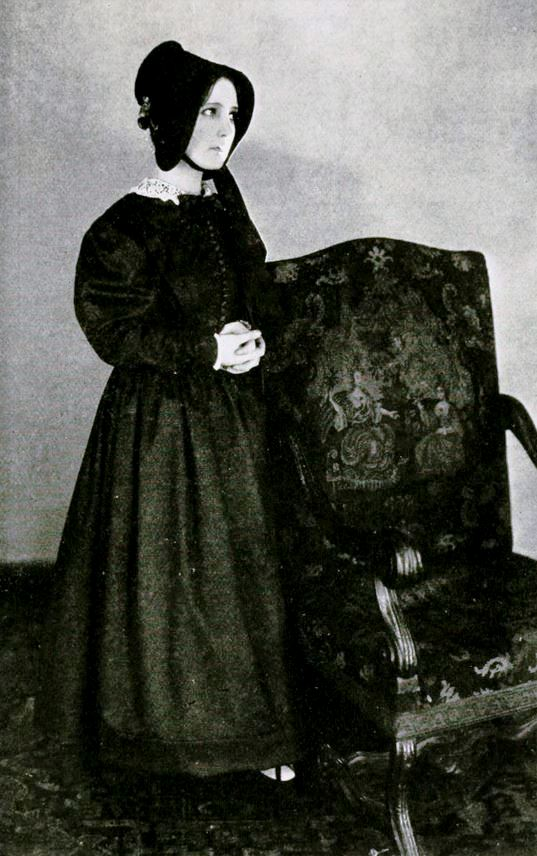
Jane Eyre (1921)
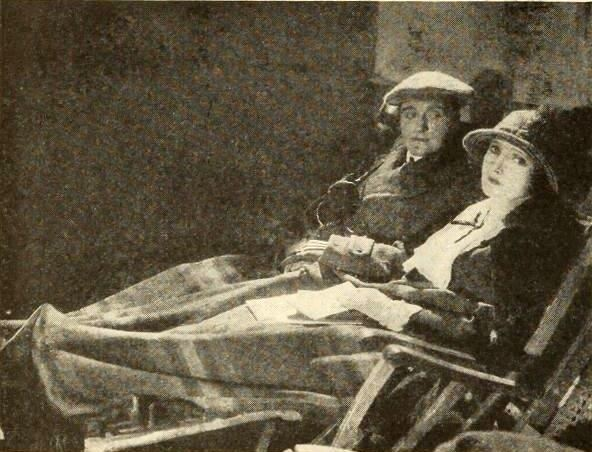
The Journey's End (1921)
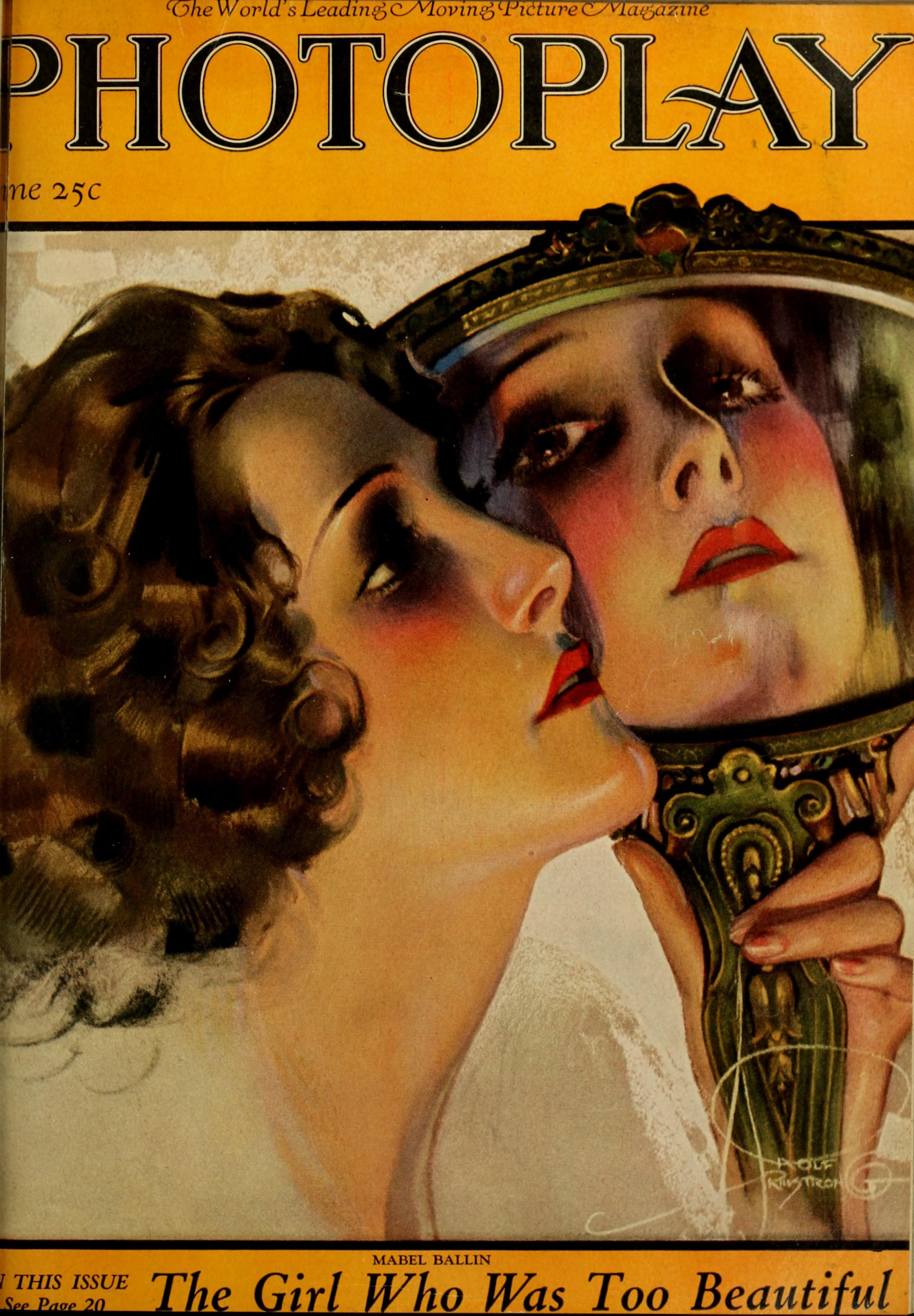
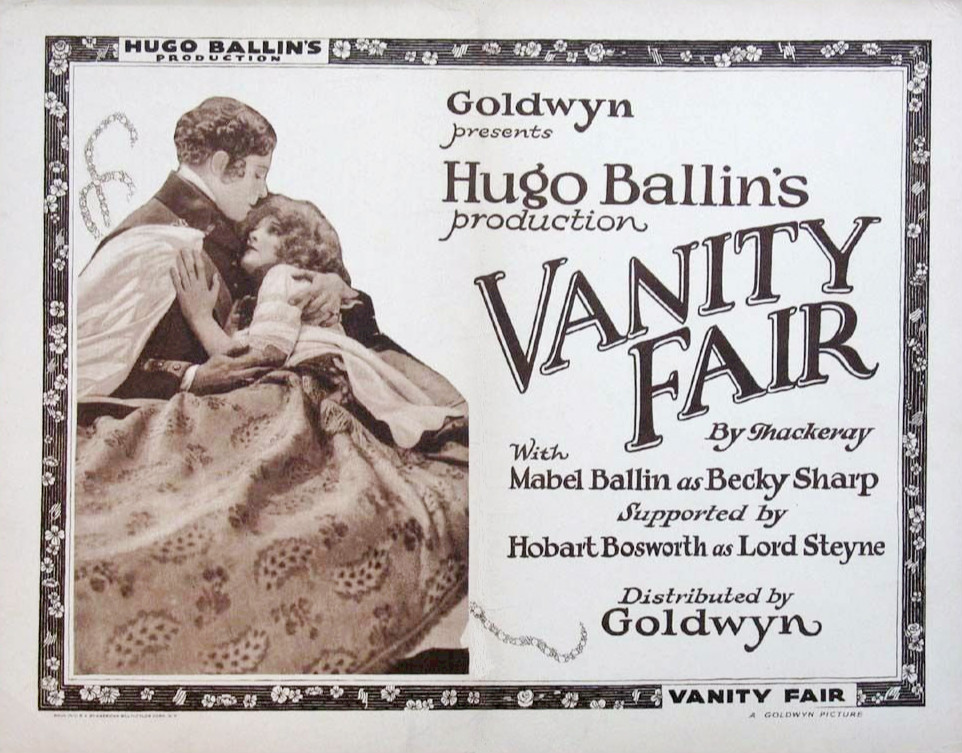

## Source de la traduction
- (en) Cet article est partiellement ou en totalité issu de l’article de Wikipédia en anglais intitulé « Mabel Ballin » (voir la liste des auteurs).